# Беченча
Беченча (рос. Беченча) — село у Ленському улусі Республіки Сахи Російської Федерації.
Населення становить 734  особи. Належить до муніципального утворення Беченчинський наслег.

## Історія
Згідно із законом від 30 листопада 2004 року органом місцевого самоврядування є Беченчинський наслег.

## Населення
| 2002 | 2010 | 2012 | 2013 | 2014 | 2015 | 2016 |
| ---- | ---- | ---- | ---- | ---- | ---- | ---- |
| 777  | ↗786 | ↘768 | →768 | ↘761 | ↘754 | ↘740 |
| 2017 | 2018 |      |      |      |      |      |
| ↗758 | ↘734 |      |      |      |      |      |